# Rassokirche
Das Patrozinium des Volksheiligen Rasso von Andechs tragen folgende Kapellen und Kirchen:
in Deutschland
- Feldkapelle St. Rasso in Ellighofen
- Wallfahrtskirche St. Rasso in Grafrath
- Kapelle St. Rasso in Schweinegg, Gemeinde Eisenberg (Allgäu)
- Wallfahrtskirche St. Rasso in Untergammenried